# Amenophis (Sohn des Hapu)

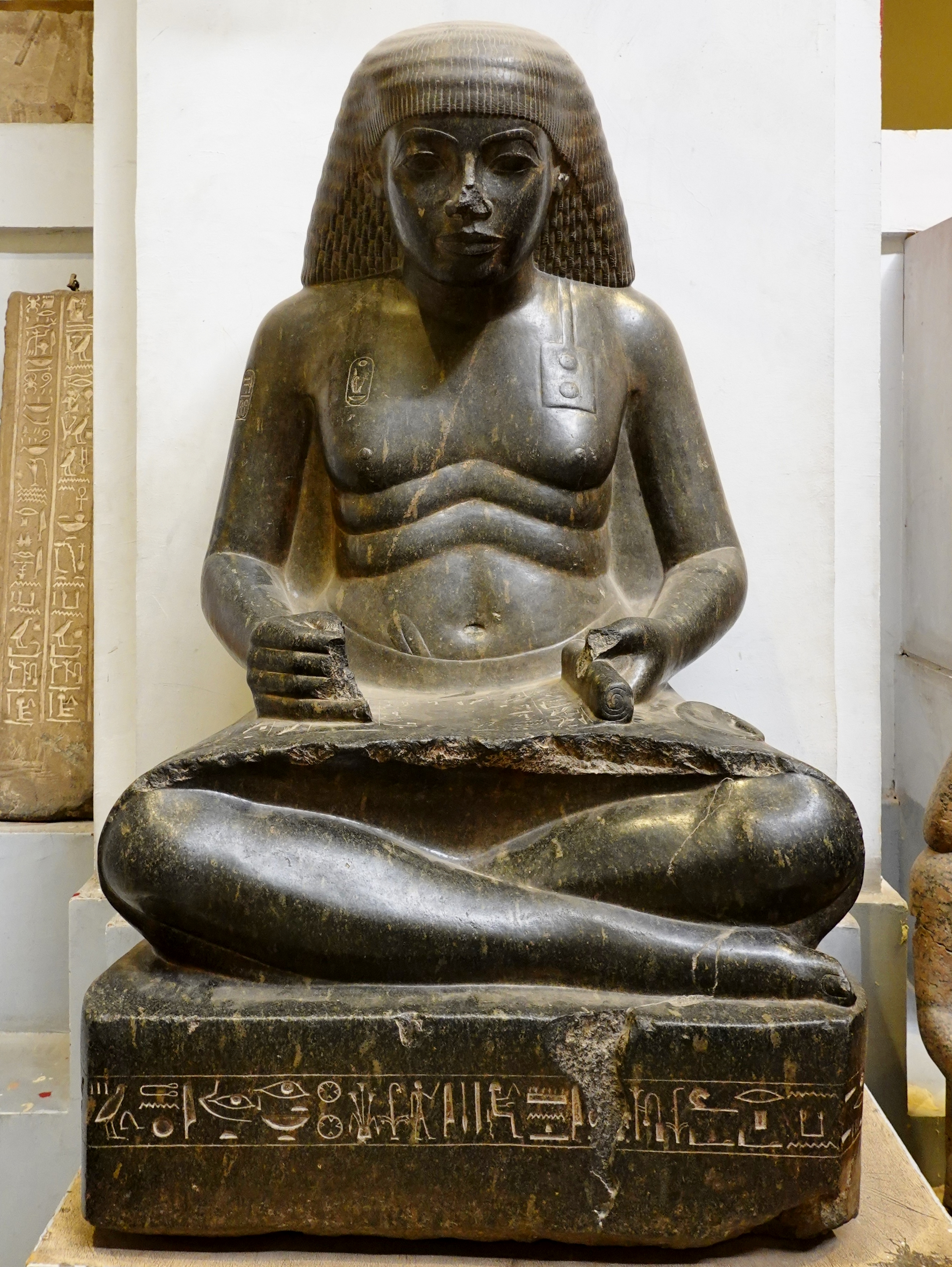
Amenophis, Sohn des Hapu (Ägyptisches Museum, Kairo)

Amenophis, Sohn des Hapu (ägyptisch: Amenhotepsahapu, [Imen hotep sa Hapu], in Transkription Jmn ḥtp s3 Ḥ3p.w), lebte zur Zeit der 18. Dynastie (14. Jahrhundert v. Chr.) und stammte aus Athribis im Nildelta. Er war Architekt, Priester, Schreiber und Beamter unter Amenophis III. und starb vermutlich im 35. Regierungsjahr dieses Königs.

## Familie und Herkunft
Amenophis war ein Sohn des Hapu und dessen Frau Itu. Er wurde in der Regierungszeit Thutmosis III. geboren und wuchs in Athribis auf. Als Junge besuchte Amenophis das „Haus des Lebens“, das dem Tempel angegliedert war. Es wird angenommen, dass er in der dortigen Bibliothek und dem Skriptorium das Lesen und Schreiben erlernt hat.

## Seine Karriere

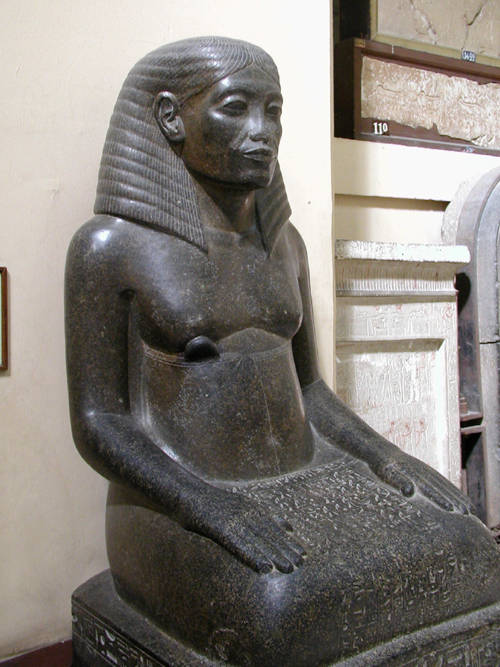
Amenophis, Sohn des Hapu, als älterer Mann (Ägyptisches Museum, Kairo)

Aus der Zeit vor seinem Eintreten in das Beamtentum als Rekrutenschreiber im bereits fortgeschrittenen Alter von fast 50 Jahren ist wenig bekannt. In seiner Funktion als Rekrutenschreiber leitete er die Bauarbeiten am Gebel el-Ahmar, einem Steinbruch bei Heliopolis. Als Amenophis III. in seinem 30. Regierungsjahr sein erstes Sed-Fest feierte, wirkte Amenophis an diesem mit. Für sein kultisches Wirken, besonders im Bereich der Tempelbauten, erhält er den Titel eines Sem-Priester im Goldhaus.

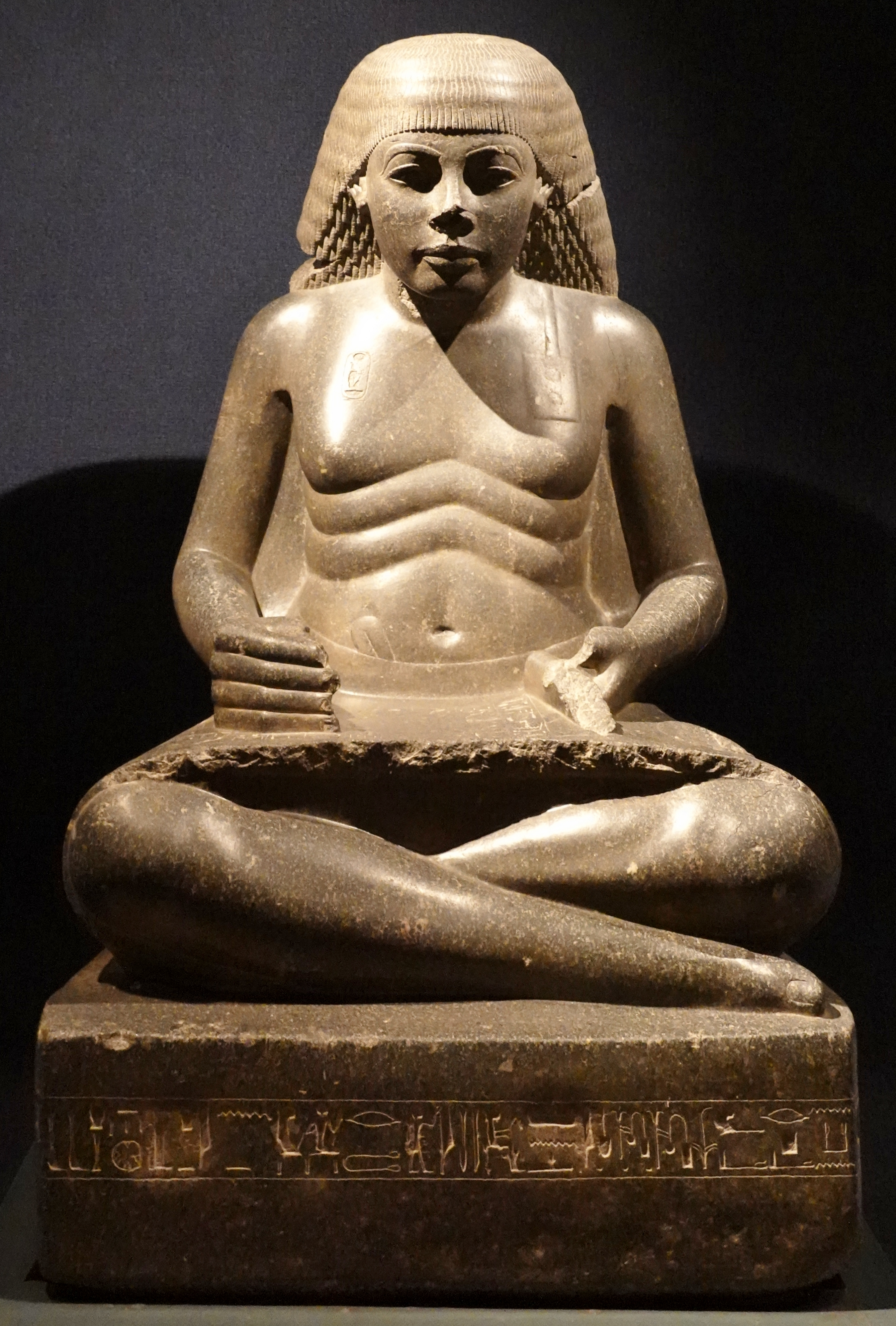
Amenophis, Sohn des Hapu (Luxor-Museum)

Nach dem Sed-Fest wurde Amenophis wahrscheinlich aus der Beamtenlaufbahn pensioniert und als Vermögensverwalter der Prinzessin Sitamun eingesetzt. Weiterhin war er zur selben Zeit Wedelträger zur Rechten des Königs sowie Rindervorsteher des Amun in Ober- und Unterägypten. Die Pläne des Luxor-Tempels und des Tempels von Amenophis III. stammen von ihm, und auch die Pläne der später von Ramses II. vollendeten Säulenhalle im Tempel von Karnak werden ihm zugeschrieben. Sein Einfluss muss schon zu seinen Lebzeiten enorm gewesen sein.
Flavius Josephus berichtet in seinem Werk Über die Ursprünglichkeit des Judentums über die Umstände, die zum angeblichen Selbstmord des Amenophis führten. Bei diesem Bericht des Flavius Josephus handelt es sich um den später eingefügten Nachtrag eines unbekannten Schreibers, der jenen Kommentar mit Manetho verband; offensichtlich, um Manetho sowie den Ägyptern eine antijüdische Haltung zu bescheinigen:

„Der andere Amenophis aber, der Weise und Hellseher, habe für sich selbst...den Zorn der Götter befürchtet, wenn offenkundig werden sollte, dass sie (Kranke) zur Arbeit gezwungen wurden...und zwar habe er (Amenophis) es nicht gewagt, dies dem König zu sagen, habe aber unter Zurücklassung einer Niederschrift über all diese Dinge sich sein Leben genommen...“

## Sein Totentempel

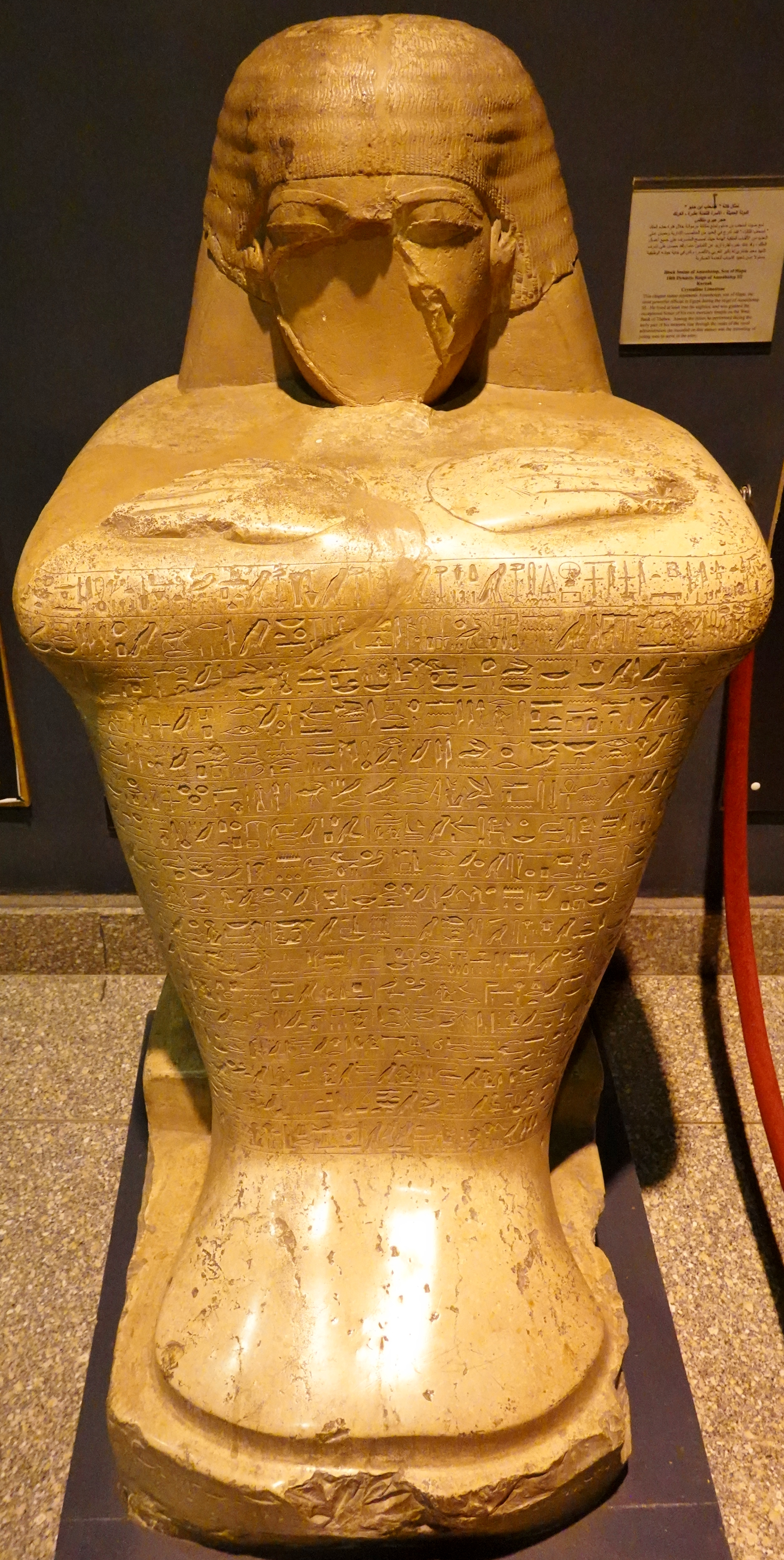
Amenophis, Sohn des Hapu, als Würfelhocker (Luxor-Museum)

Amenophis hatte am Hügel von Qurnet Murrai einen eigenen Totentempel, der sich direkt westlich des Millionenjahrhauses des Herrschers erhob. Diese 1934/35 ausgegrabene Ziegelanlage war 45 × 110 m groß und besaß drei Heiligtümer. In der Mitte des ersten Hofes befand sich ein 25 × 26 m großes und sehr tiefes Wasserbecken, das vom Grundwasser des Nils gespeist wurde. Rings um das Becken waren in Gruben zwanzig Bäume gepflanzt. Die Tempelfront an der Rückseite des Hofes war durch einen Pfeilerportikus geschmückt, der Tempel selbst befand sich leicht erhöht auf einer Terrasse.

## Spätere Verehrung
Ptolemaios IV. errichtete einen Tempel über dem Grab von Amenophis, das man in Deir el-Medina vermutet. Hier wurde neben Amenophis auch Imhotep noch bis ins 2. Jahrhundert nach Christus wie ein Gott verehrt, beide als Götter der Heilkunst, jedoch wird Amenophis stets menschlich dargestellt. Die Hauptkultzentren lagen in Qasr el Aguz, Deir el-Bahari, Deir el-Medina und in Karnak.